# Lorenz Natter
Johann Lorenz Natter, född 21 mars 1705, död 27 oktober 1763, var en tysk stenskärare och medaljgravör.
Natter arbetade för en rad europeiska hov som i Florens, Köpenhamn, London, Stockholm och Sankt Petersburg och blev särskilt känd för sina gemmer, utförda i nära anslutning till antika förebilder. Förutom porträtt skar han i skilda material allegoriska och mytologiska scener.